# Culicoides mulrennani
Culicoides mulrennani är en tvåvingeart som beskrevs av Beck 1957. Culicoides mulrennani ingår i släktet Culicoides och familjen svidknott. Inga underarter finns listade i Catalogue of Life.